# Joe Harriott
Pour les articles homonymes, voir Joe et Harriott.
Joseph Arthurlin "Joe" Harriott, né le 15 juillet 1928 à Kingston (Jamaïque) et mort le 2 janvier 1973 à Southampton (Angleterre), est un saxophoniste alto de jazz jamaïcain.

## Biographie
Né à Kingston en 1928, Harriott y fait ses études à l'Alpha Boys School, où il côtoie Harold McNair et Wilton Gaynair. Il s'installe ensuite en Angleterre en 1951 pour y travailler comme musicien.
D'abord musicien bebop, très influencé par Charlie Parker, Harriott se dirige par la suite vers le free jazz dont il est l'un des pionniers, en conservant toutefois toujours l'influence des musiques jamaïcaines, notamment le mento et le calypso.
Il travaille avec de nombreux jazzmen britanniques (Ronnie Scott, Allan Ganley, Stan Tracey...) mais aussi avec des américains de passage (John Lewis et le Modern Jazz Quartet en 1959, par exemple).
En 1966, il s'intéresse aux musiques de l'Inde et compose une Indo-Jazz Suite (dirigée par le compositeur indo-anglais John Mayer).
À partir de 1970, il n'enregistre plus et se contente de se produire où on veut bien de lui. Il meurt d'un cancer, dans la misère en 1973.

## Discographie

### Comme leader
- Cool Jazz With Joe (Melodisc UK, 1954)
- No Strings (Pye Nixa UK, 1956)
- Joe Harriott Quartet (Columbia UK, 1956)
- Joe Harriott With Strings (Jazz Today UK, 1956)
- Blue Harriott (Columbia UK, 1959)
- A Guy Called Joe (Columbia UK, 1960)

### Comme co-leader
- Southern Horizons (Jazzland US, 1960)
- Free Form (Jazzland US, 1960)
- Abstract (Columbia UK & Capitol US, 1963)
- Movement (Columbia UK, 1963)
- High Spirits (Columbia UK, 1964)
- Indo-Jazz Suite - with John Mayer (Columbia UK & Atlantic US, 1966)
- Swings High (Melodisc UK, 1967)
- Indo-Jazz Fusions - with John Mayer (Columbia UK & Atlantic US, 1967)
- Indo-Jazz Fusions II - with John Mayer (Columbia UK, 1968)
- Personal Portrait (Columbia UK, 1968)
- Hum-Dono - with Amancio D'Silva (Columbia UK, 1969)
- Live at Harry's 1963 (Rare Music UK, 2006)

### Comme accompagnateur
- George Chisholm: Chis (Decca UK, 1956)
- Tony Kinsey: A "Jazz at the Flamingo" Session (Decca UK, 1957)
- Allan Ganley: Gone Ganley (Pye Nixa UK, 1957)
- Lita Roza: Listening in the After-Hours (Decca UK, 1957)
- Al Fairweather: Al's Pals (Columbia UK, 1959)
- Don Carlos: Crazy Latin (Columbia UK 1960)
- Shake Keane: In My Condition (Columbia UK 1961)
- Jeremy Robson: Blues For The Lonely (Columbia UK, 1962)
- Sonny Boy Williamson: Don't Send Me No Flowers (Marmalade UK, 1965 [1968])
- Michael Garrick: Poetry & Jazz In Concert (Argo UK, 1965)
- Michael Garrick: Anthem/Wedding Hymn (Argo UK, 1965)
- Jeremy Robson: Before Night/Day (Argo UK, 1965)
- Michael Garrick: October Woman (Argo UK, 1965)
- Michael Garrick: Promises (Argo UK, 1966)
- Michael Garrick: Black Marigolds (Argo UK, 1966)
- The Nice: Five Bridges (Charisma UK, 1969)
- Stan Tracey Big Brass: We Love You Madly (Columbia UK, 1969)
- Laurie Johnson: Synthesis (Columbia UK, 1970)